# Mario Galinović
Mario Galinović, född 15 november 1976 i Zagreb, Jugoslavien (nuvarande Kroatien), är en kroatisk före detta fotbollsspelare (målvakt).
Galinović har spelat i klubben Panathinaikos FC och spelade innan det i NK Kamen Ingrad. 
Galinović var uttagen till den kroatiska truppen till EM 2008.